# Ffdshow
ffdshow ist ein freier DirectShow-Decoder und Encoder für Windows zur Wiedergabe diverser Video- und Audio-Formate. Darüber hinaus bietet er vielfältige Nachbearbeitungsoptionen.

## Funktionen
Mit Hilfe des libavcodec, Bestandteil des FFmpeg-Projektes, sowie einer Reihe anderer ebenfalls quelloffener Decoder (Xvid, libmpeg2, mp3lib etc.) dekodiert das Programm alle wichtigen Video- und Audioformate, einschließlich MPEG-2, MPEG-4 (DivX, XviD etc.) und AVC/H.264. So ist es nicht nötig, zur Wiedergabe dieser Multimediaformate separate Codecs zu installieren. Dabei gilt ffdshow als der „schnellste“ Decoder, der für die genannten Formate (außer H.264) verfügbar ist. ffdshow bietet auch eine Multi-Thread-Unterstützung, um die volle Leistung von Mehrkernprozessor-Systemen zu nutzen. Des Weiteren beherrscht ffdshow viele Methoden, um die Ausgabe der Video- bzw. Audiodaten zu beeinflussen. So kann die Software beispielsweise vorhandene Untertitel verarbeiten oder verschiedene Filter setzen, um die visuelle und/oder klangliche Qualität des Films zu verbessern. Darüber hinaus kann ffdshow auch als Video-Encoder für diverse Formate (z. B. Xvid, DivX 3, x264) eingesetzt werden. Die in ffdshow enthaltenen Videofilter können dank der mitgelieferten Plugins in den beliebten Video-Editoren VirtualDub und AviSynth genutzt werden. Es ist auch möglich, DScaler-Filter in ffdshow einzusetzen.
Neben der Installation von ffdshow ist auch ein DirectShow-basierter Multimedia-Player (wie beispielsweise Zoom Player, Windows Media Player, Media Player Classic oder Winamp) notwendig.
Als Besonderheit ist zu vermerken, dass  die ursprüngliche Projektseite von ffdshow auf SourceForge veraltet ist und aktuelle „Builds“ von ffdshow nur auf anderen Seiten zu finden sind. Da der ursprüngliche Autor, Milan Cutka, die Entwicklung von ffdshow offensichtlich eingestellt hat, sind andere Projekte entstanden, die die Entwicklung aktiv fortführen. Hier ist vor allem ffdshow tryouts zu nennen.

## Unterstützte Video- und Audioformate
Liste der meistverbreiteten Videoformate, die von ffdshow dekodiert und kodiert werden können:
- MPEG-1
- MPEG-2
- MPEG-4 (einschließlich Xvid, DivX 3/4/5/6, 3ivx und MS MPEG-4)
- H.264 bzw. MPEG-4/AVC (x264, Nero Digital etc.)
- Windows Media Video (Version 7/8, Version 9 bisher nur inoffiziell)
- H.263
- H.261
- Motion JPEG
- MPEG in AVI
- Intel Indeo 3
- DV
- Cinepak
- Theora
- MS Video 1
- RV10 / RV20
- HuffYUV

Liste der meistverbreiteten Audioformate, die von ffdshow dekodiert werden können:
- MPEG-1 Audio Layer 3
- MPEG-1 Audio Layer 1 und 2
- AAC
- DTS
- Dolby Digital, Dolby TrueHD
- AC3, E-AC3
- Windows Media Audio (Version 1/7 und 2/8)
- Vorbis
- MS AD-PCM
- FLAC

Liste der Videofilter, die ffdshow bereitstellt:
- Beschneiden
- Deinterlacing (KernelDeinterlacer, TomsMoComp, ffmpeg Deinterlacer u. v. m.)
- Größe und Seitenverhältnis
- Perspektiven-Korrektur
- Logo-Entfernung
- Nachbearbeitung (De-Blocking-Filter)
- Bild-Korrektur (Farb-/Gamma-Korrektur)
- Grenzwert-Korrektur
- Chroma- / Luminanz-Verschiebung
- Unschärfe / Rauschunterdrückung
- Schärfen
- Warpsharp
- DScaler – für den Import von DScaler-Filtern
- AviSynth – für den Import von AviSynth-Filtern
- Rauschen
- DeBand-Filter
- Aufzeichnen (zur Aufzeichnung von Screenshots und Bildsequenzen)